# Sphingonaepiopsis ansorgei
Sphingonaepiopsis ansorgei là một loài bướm đêm thuộc họ Sphingidae. Nó sinh sống ở bắc Nam Phi đến Đông Phi và Angola ở phía tây.
Chiều dài cánh trước là 14–15 mm. Màu nền của thân và cánh trước là hơi đỏ.